# ボリビア労働者中央本部
ボリビア労働者中央本部 (Central Obrera Boliviana : COB)は、ボリビア最大の労働組合組織。
1952年民族革命運動党（MNR）が政権を掌握した際、同党の支援を受けて結成。最大の加盟組合はボリビア炭鉱労働者同盟（FSTMB）である。
2005年、カルロス・メサ・ヒスベルト政権の転覆に際して重要な役割を演じ、ボリビアガス紛争では天然ガスの国営化を主張している。